# My Same
My Same – piosenka brytyjskiej piosenkarki Adele z jej debiutanckiego albumu studyjnego zatytułowanego 19. Została napisana i wyprodukowana przez Adele. W Niemczech znalazła się na liście przebojów po wystąpieniu niemieckiej piosenkarki Leny w programie Unser Star für Oslo, którego za zadaniem było zakwalifikowanie najlepszego niemieckiego artysty do konkursu Piosenki Eurowizji 2010. Utwór znalazł się także na debiutanckim krążku Leny. 

## Wersja Leny Meyer-Landrut
W 2010 roku piosenka "My Same" znalazła się na albumie My Cassette Player niemieckiej piosenkarki Leny. Wersja wykonana przez Lenę jest krótsza od oryginału o 14 sekund. 